# 98-я танковая бригада
98-я танковая бригада — воинское соединение РККА в Великой Отечественной войне

## История
Бригада формировалась с 15 февраля 1942 года в Московском военном округе по сокращённому штату и при формировании насчитывала 5 КВ-1 и 22 Т-34. 28 февраля 1942 года погрузилась в Москве и отбыла на фронт.
В составе действующей армии с 4 марта 1942 по 20 июня 1943 года.
Бригада поступила в распоряжение 54-й армии, директивой Ставки ВГК № 170129 от 28 февраля 1942 года бригада была включена в состав 4-го гвардейского стрелкового корпуса.
Приступила к боям с 15 марта 1942 года. 20 марта 1942 года 3-я гвардейская стрелковая дивизия при поддержке танков бригады сумела взять укреплённый пункт Зенино. В дальнейшем до 1 апреля 1942 года бригада действовала в «погостьинском мешке» поддерживая 33-ю и 137-ю стрелковые бригады в боях за населённые пункты Кондуя и Добрая, а затем выведена на восстановление и должна была быть укомплектована в первой декаде апреля 1942 года до 23 танков. В первой половине мая 1942 года бригада поддерживает 32-ю и 140-ю стрелковые бригады в боях за населённые пункты Липовик и Дубовик.
В августе 1942 года бригада переброшена севернее, где принимает участие в Синявинской операции, с задачей овладеть дорогой совхоз Торфяник — Келколово, захватить треугольник железной дороги западнее Синявино, понесла большие потери.
В период с марта по декабрь 1942 года в бригаде были награждены 179 человек, в том числе орденами Ленина — 7 человек, Красного Знамени — 37, Красной Звезды — 49, медалями «За отвагу» — 42, «За боевые заслуги» — 44 человека 
После восстановления на 10 января 1943 года насчитывает в своём составе 20 Т-34, 14 Т-60 и 6 Т-70. Участвует в Прорыве блокады Ленинграда. С 12 января 1943 года бригада вела боевые действия совместно с 372-й стрелковой дивизией, наступает на сильно укреплённый опорный пункт в Рабочем посёлке № 8, в течение всего дня ведёт бои, но взять посёлок не удалось:  к концу дня советские войска только полуокружили посёлок. 13 января 1942 года бригада совместно с 18-й стрелковой дивизией прорывает оборону противника южнее  Рабочего посёлка № 8, и выходит, хотя и с большими потерями, к Рабочему посёлку № 5. Местность в районе боя не способствовала применению танком, так, два танка застряли в болоте и вынуждены были вести огонь с места. Перед Рабочим посёлком № 5 бригада развернулась, однако продвижение было возможно только по дороге и вновь, уже три  Т-34 и два Т-60 застряли в карьерах.
В течение трёх суток части  18-й стрелковая дивизия и бригада вели тяжёлые бои за посёлок, но тем не менее 18 января 1943 года в том числе танки бригады взяли посёлок и соединились с частями 136-й стрелковой дивизии 67-й армии, тем самым прорвав блокаду Ленинграда. В этот же день танкисты бригады вместе с пехотинцами 18-й стрелковой дивизии захватили первый танк «Тигр», посредством танков бригады «Тигр» был вытащен на дорогу, прогрет и заведён.
Затем бригада до 2 февраля 1943 года безуспешно атакует Синявино, после чего отведена на переформирование.
С 12 января по 2 февраля 1943 года 221 человек из состава бригады были награждены
20 июня 1943 года бригада была переформирована в 98-й отдельный танковый полк.

## Подчинение
| Дата            | Фронт (округ)                                              | Армия             | Корпус | Дивизия | Примечания |
| --------------- | ---------------------------------------------------------- | ----------------- | ------ | ------- | ---------- |
| 01.03.1942 года | Ленинградский фронт                                        | 54-я армия        | -      | -       | -          |
| 01.04.1942 года | Ленинградский фронт                                        | 54-я армия        | -      | -       | -          |
| 01.05.1942 года | Ленинградский фронт (Группа войск Волховского направления) | 54-я армия        | -      | -       | -          |
| 01.06.1942 года | Ленинградский фронт (Волховская группа войск)              | 54-я армия        | -      | -       | -          |
| 01.07.1942 года | Волховский фронт                                           | 54-я армия        | -      | -       | -          |
| 01.08.1942 года | Волховский фронт                                           | 54-я армия        | -      | -       | -          |
| 01.09.1942 года | Волховский фронт                                           | -                 | -      | -       | -          |
| 01.10.1942 года | Волховский фронт                                           | 2-я ударная армия | -      | -       | -          |
| 01.11.1942 года | Волховский фронт                                           | -                 | -      | -       | -          |
| 01.12.1942 года | Волховский фронт                                           | 59-я армия        | -      | -       | -          |
| 01.01.1943 года | Волховский фронт                                           | 2-я ударная армия | -      | -       | -          |
| 01.02.1943 года | Волховский фронт                                           | 2-я ударная армия | -      | -       | -          |
| 01.03.1943 года | Ленинградский фронт                                        | 2-я ударная армия | -      | -       | -          |
| 01.04.1943 года | Волховский фронт                                           | 2-я ударная армия | -      | -       | -          |
| 01.05.1943 года | Ленинградский фронт                                        | 2-я ударная армия | -      | -       | -          |
| 01.06.1943 года | Ленинградский фронт                                        | 2-я ударная армия | -      | -       | -          |

## Состав
- Управление бригады
- Рота управления
- Разведывательная рота
  - 1-й танковый батальон
  - 2-й танковый батальон
- Автотранспортная рота
- Ремонтно-восстановительная рота
- Медико-санитарный взвод

## Командование
Командиры
- подполковник Гордеев, Иосиф Григорьевич (с 10.02.1942 по 30.03.1942)
- подполковник Давыдов, Яков Алексеевич (с 31.03.1942 по 15.05.1942)
- полковник Терновский, Леонид Владимирович (с 16.05.1942 по 30.05.1942)
- подполковник Пайкин, Залман Григорьевич (с 01.06.1942 по 20.06.1943)[3]

Заместитель командира бригады по строевой части
Начальники штаба бригады
10.02.1942 - 00.05.1942	ВОРОНОВ Александр Владимирович, майор
00.05.1942 - 13.06.1942	Пехтерев, Михаил Андреевич, капитан
13.06.1943 - 00.06.1943	ГЛОБИН Иван Андреевич, майор
Военные комиссары бригады/заместители командира бригады по политической части
10.02.1942 - 25.01.1943	ПЕРЕВАЛОВ Иван Петрович, ст. батальон. комиссар, с 05.12.1942 полковник (10(11).03.1943 умер от ран - ОБД)
27.01.1943 - 18.03.1943	ЗАЙЦЕВ Фёдор Васильевич, полковник
31.03.1943 - 20.06.1943	ЛЕОНТЬЕВ Николай Анатольевич, подполковник
Заместитель командира бригады по технической части/помощник командира по технической части
Начальник политотдела/заместитель командира по политической части
25.07.1942 - 17.01.1943	АРТЁМЕНКО Михаил Савельевич, ст. батальон. комиссар, с 25.12.1942 майор
17.01.1943 - 29.01.1943	СЕНЬКОВ Фёдор Евтихович, подполковник
29.01.1943 - 20.06.1943	ВЛАСКИН Иван Васильевич, подполковник
Заместитель командира бригады по тыловой части
Заместитель командира бригады по хозяйственной части
Начальник оперативного отделения (Заместитель начальника штаба по оперативной работе)
- 07.08.1942 - 00.12.1942	Пехтерев, Михаил Андреевич, капитан